# روز فروتشن
روز فروتشن (بالإنجليزية: Rose Fortune)‏ هي ضابطة شرطة أمريكية، ولدت في 13 مارس 1774 في مستعمرة فرجينيا في مملكة بريطانيا العظمى، وتوفيت في 20 فبراير 1864 في Annapolis Royal ‏ في كندا.